# لوکریستی
شهر لوکریستی (به فرانسوی: Lochristi) در شهرستان گان در استان فلاندری شرقی در منطقه فلاندری در کشور بلژیک واقع شده‌است.